# Chuwajn asz-Szar
Chuwajn asz-Szar (arab. خوين الشعر) – wieś w Syrii, w muhafazie Idlib. W 2004 roku liczyła 66 mieszkańców.